# Black Messiah
“Black Messiah”는 미국의 싱어송라이터 겸 악기 연주자 디앤절로가 디앤절로 앤드 더 뱅가드라는 이름으로 발매한 세 번째 정규 음반이다. 2014년 12월 15일 RCA 레코드를 통해 발매되었다. 2000년에 발매한 “Voodoo” 이후로 14년 만에 내는 정규 음반이다. 대부분의 곡을 디앤절로가 스스로 만들고 프로듀싱하였으며, 이외에도 타악기 연주자 퀘스트러브, 베이시스트 피노 팔라디노, 기타리스트 이사이아 샤키, 호른 연주자 로이 하그로브 등과 협업하였다.
음반은 음악 평단으로부터 극찬을 받았으며, 많은 음악 평론가들이 뽑는 2014년 최고의 음반 중 하나이다. 발매 후 첫 주에 11만 7천 장을 넘게 판매하면서 미국 빌보드 200에서 5위, 톱 R&B/힙합 앨범 차트에서 1위로 데뷔하였다. “Black Messiah”는 싱글 ‘Really Love’와 ‘Betray My Heart’까지 두 곡을 싱글 컷하였으며, The Second Coming Tour라는 이름의 투어를 진행하였다.

## 트랙 리스트
| #            | 제목                             | 작사                          | 작곡                                 | 재생 시간 |
| ------------ | -------------------------------- | ----------------------------- | ------------------------------------ | --------- |
| 1.           | 〈Ain't That Easy〉              | D'Angelo Q-Tip Kendra Foster  | D'Angelo                             | 4:49      |
| 2.           | 〈1000 Deaths〉                  | D'Angelo Foster               | D'Angelo                             | 5:49      |
| 3.           | 〈The Charade〉                  | D'Angelo Foster               | D'Angelo Questlove                   | 3:20      |
| 4.           | 〈Sugah Daddy〉                  | D'Angelo Q-Tip Foster         | D'Angelo Pino Palladino James Gadson | 5:02      |
| 5.           | 〈Really Love〉                  | D'Angelo Gina Figueroa Foster | D'Angelo                             | 5:44      |
| 6.           | 〈Back to the Future (Part I)〉  | D'Angelo                      | D'Angelo                             | 5:22      |
| 7.           | 〈Till It's Done (Tutu)〉        | D'Angelo Foster               | D'Angelo                             | 3:51      |
| 8.           | 〈Prayer〉                       | D'Angelo                      | D'Angelo                             | 4:33      |
| 9.           | 〈Betray My Heart〉              | D'Angelo                      | D'Angelo                             | 5:55      |
| 10.          | 〈The Door〉                     | D'Angelo Foster               | D'Angelo                             | 3:08      |
| 11.          | 〈Back to the Future (Part II)〉 | D'Angelo                      | D'Angelo                             | 2:24      |
| 12.          | 〈Another Life〉                 | D'Angelo Foster               | D'Angelo Questlove                   | 5:58      |
| 총 재생 시간 | 총 재생 시간                     | 총 재생 시간                  | 총 재생 시간                         | 55:54     |